# Sancy-les-Cheminots
Sancy-les-Cheminots település Franciaországban, Aisne megyében. Lakosainak száma 98 fő (2022. január 1.). Sancy-les-Cheminots Aizy-Jouy, Allemant, Celles-sur-Aisne, Nanteuil-la-Fosse és Vaudesson községekkel határos.

## Népesség
A település népessége az elmúlt években az alábbi módon változott:
| Lakosok száma | 49   | 64   | 85   | 110  | 111  | 101  | 100  | 101  | 102  | 98   |
|               | 1968 | 1982 | 1990 | 2006 | 2011 | 2016 | 2017 | 2019 | 2020 | 2022 |